# Rabeljska dolina
Rabeljska dolina, tudi Jezerska dolina (italijansko Val Rio del Lago, nemško Seebachtal), je dolina v zahodnih Julijskih Alpah, v Italiji.
Rabeljska dolina leži ob potokih Ziljici oz. Jezernici na italijanski strani Julijskih Alp. Po svoji obliki je koritasta ledeniška dolina, ki se globoko zarezuje med Mangart in pogorje Kanina na jugu, ter Viša (Jôf Fuart) na severu. Po dolini teče potok Ziljica, ki se nato skozi Kanalsko dolino izliva v Ziljo. V zgornjem delu doline leži Rabeljsko jezero, kmalu nad jezerom pa se prične dolina strmeje vzpenjati in se prek prelaza Na Žlebeh, tudi Nevejsko sedlo ali Nevejski preval/prelaz (italijansko: Sella Nevea), prevali v Reklansko dolino. Jezersko dolino v svojem spodnjem delu obdajajo visoka pobočja strmih vrhov, po dolini je speljana cesta iz Trbiža na Nevejsko sedlo, kjer je tik pred Rabeljskim jezerom odcep za prelaz Predel. Nekako sredi Jezerske doline leži nekdanje rudarsko naselje Rabelj (italijansko Cave del Predil), kjer so bili topilnica in veliki rudniki svinca ter cinka.
Ziljica teče mimo Trbiža v Ziljsko dolino v Avstriji in se izliva v reko Ziljo. Rabeljska dolina v spodnjem delu ni ledeniška dolina, ampak po njej poteka prelomnica med vzhodnimi in zahodnimi Julijskimi Alpami. Prelomnica poteka na relaciji Trbiž-Rabeljska dolina-Predel-Soška dolina.